# Тезидо (Болцано)
Тезидо је насеље у Италији у округу Болцано, региону Трентино-Јужни Тирол.
Према процени из 2011. у насељу је живело 911 становника. Насеље се налази на надморској висини од 1215 м.